# Ceromya grisea
Ceromya grisea là một loài ruồi trong họ Tachinidae.